# جکی میلبورن
جکی میلبورن (به انگلیسی: Jackie Milburn) بازیکن فوتبال زادهٔ ۱۱ مه ۱۹۲۴ اهل انگلستان بود که سابقهٔ بازی در تیم ملی فوتبال انگلستان را در کارنامهٔ خود دارد. وی در تاریخ ۹ اکتبر ۱۹۴۸ نخستین بازی ملی خود را در مقابل تیم ملی فوتبال ایرلند شمالی انجام داد و با حضور در ۱۳ بازی ملی، در تاریخ ۲ اکتبر ۱۹۵۵ واپسین بازی ملی‌اش را در برابر تیم ملی فوتبال دانمارک برگزار کرد.
این بازیکن توانسته در بازی‌های ملی، ۱۰ گل به ثمر برساند.